# Sylvia Steiner (Richterin)
Sylvia Helena de Figueiredo Steiner (* 19. Januar 1953 in São Paulo) ist eine brasilianische Juristin. Vom  11. März 2003 bis zum 10. März 2012 war sie Richterin am Internationalen Strafgerichtshof in Den Haag.

## Leben
Steiner studierte Rechtswissenschaften an der Universität von São Paulo und Strafrecht an der Universität Brasília. Daneben erwarb sie an der juristischen Fakultät der Universität von São Paulo einen Master im internationalen Recht.
Sie arbeitete anschließend bis 1982 als Rechtsanwältin und war danach bis 1995 für das Ministério Público do Brasil tätig. Steiner war darüber hinaus vier Jahre lang Mitglied und Vizepräsidentin des Gefängnisrates von São Paulo und ab 1995 Bundesrichterin am Berufungsgericht von São Paulo. Außerdem gehörte sie der brasilianischen Delegation bei der Vorbereitenden Kommission für den Internationalen Strafgerichtshof (1999–2001) und der brasilianischen Delegation bei der ersten Versammlung der Vertragsparteien des Internationalen Strafgerichtshofs im September 2002 an.
Am 11. März 2003 wurde sie über die Liste A für eine Amtszeit von neun Jahren zur Richterin am Internationalen Strafgerichtshof in Den Haag ernannt. Sie fungiert am Gerichtshof als Leiterin der Vorverfahrensabteilung und ist Mitglied der Ersten Kammer mit dem Zuständigkeitsbereich Demokratische Republik Kongo und Darfur. Am 10. März 2012 schied sie turnusgemäß aus dem Richterkollegium aus.
Steiner ist Mitbegründerin des Brasilianischen Instituts für Kriminologie und stellvertretende Direktorin des Brazilian Criminal Sciences Journal. Darüber hinaus gehört sie dem Exekutivrat des brasilianischen Zweigs der Völkerrechtskommission an.

## Publikationen (Auswahl)
- A convenção americana sobre direitos humanos e sua integração ao processo penal brasileiro. Revista dos Tribunais, São Paulo 2000, ISBN 85-203-1967-X.
- O Tribunal Penal Internacional, a pena de prisão perpétua e a constituição brasileira. In: Escritos em Homenagem a Alberto Silva Franco. Revista dos Tribunais, São Paulo 2003, ISBN 85-203-2321-9.
- A proteção internacional das pessoas portadoras de deficiência. In: Luiz Alberto David Araújo (Hrsg.): Defesa dos direitos das pessoas portadoras de deficiência. Revista dos Tribunais, São Paulo 2006, ISBN 852032844X.